# 1. liga 2020-2021
La 1. liga 2020-2021, conosciuta anche come Fortuna liga per ragioni di sponsorizzazione, è stata la 28ª edizione del massimo campionato ceco di calcio, iniziata il 21 agosto 2020 e terminata il 29 maggio 2021. Lo Slavia Praga, squadra campione in carica, si è riconfermato per la terza volta consecutiva, conquistando il suo settimo titolo.

## Stagione

### Novità
Dalla stagione precedente non è retrocessa alcuna squadra dal momento che è stato deciso il blocco delle retrocessioni a causa della crisi dovuta al diffondersi della pandemia di COVID-19; dalla 2. liga sono state promosse il Pardubice e il Zbrojovka Brno, rispettivamente primo e secondo classificati. Solamente per questa stagione il numero di partecipanti è stato aumentato da 16 a 18, eliminando così la seconda fase.

### Formula
Le 18 squadre partecipanti si affrontano in gironi di andata-ritorno per un totale di 34 giornate. Al termine della stagione la squadra campione si qualifica per il terzo turno di qualificazione della UEFA Champions League 2021-2022, mentre la seconda classificata per il secondo turno. La squadre classificate al terzo e al quarto posto si qualificano per il secondo turno di qualificazione della UEFA Europa Conference League 2021-2022. Le ultime tre squadre classificate retrocedono direttamente in 2. liga.

## Squadre partecipanti
| Club               | Città              | Stadio                              | Stagione precedente            |
| ------------------ | ------------------ | ----------------------------------- | ------------------------------ |
| Baník Ostrava      | Ostrava            | Stadio Municipale                   | 6º posto in 1. liga            |
| Bohemians 1905     | Praga              | Stadio Ďolíček                      | 8º posto in 1. liga            |
| Dyn. Č. Budějovice | České Budějovice   | Stadio Střelecký ostrov             | 7º posto in 1. liga            |
| Trinity Zlín       | Zlín               | Stadio Letná                        | 13º posto in 1. liga           |
| Jablonec           | Jablonec nad Nisou | Stadion Střelnice                   | 4º posto in 1. liga            |
| Karviná            | Karviná            | Stadio Municipale                   | 14º posto in 1. liga           |
| Mladá Boleslav     | Mladá Boleslav     | Stadio Municipale                   | 10º posto in 1. liga           |
| Opava              | Opava              | Stadio Municipale                   | 15º posto in 1. liga           |
| Pardubice          | Pardubice          | Stadio Ďolíček (Praga)              | 1º posto in Druhá liga         |
| Příbram            | Příbram            | Na Litavce                          | 16º posto in 1. liga           |
| Sigma Olomouc      | Olomouc            | Andrův stadion                      | 11º posto in 1. liga           |
| Slavia Praga       | Praga              | Sinobo Stadium                      | Campione della Repubblica Ceca |
| Slovácko           | Uherské Hradiště   | Stadio Miroslav Valenty             | 9º posto in 1. liga            |
| Slovan Liberec     | Liberec            | Stadion u Nisy                      | 5º posto in 1. liga            |
| Sparta Praga       | Praga              | Generali Arena                      | 3º posto in 1. liga            |
| Teplice            | Teplice            | Na Stínadlech                       | 12º posto in 1. liga           |
| Viktoria Plzeň     | Plzeň              | Doosan Arena                        | 2º posto in 1. liga            |
| Zbrojovka Brno     | Brno               | Stadio Municipale (Srbská Kamenice) | 2º posto in Druhá liga         |

## Classifica finale
|                      | Pos. | Squadra            | Pt | G  | V  | N  | P  | GF | GS | DR  |
| -------------------- | ---- | ------------------ | -- | -- | -- | -- | -- | -- | -- | --- |
| Rep. Ceca (bandiera) | 1.   | Slavia Praga       | 86 | 34 | 26 | 8  | 0  | 85 | 20 | +65 |
|                      | 2.   | Sparta Praga       | 74 | 34 | 23 | 5  | 6  | 82 | 43 | +39 |
|                      | 3.   | Jablonec           | 69 | 34 | 21 | 6  | 7  | 59 | 33 | +26 |
|                      | 4.   | Slovácko           | 63 | 34 | 19 | 6  | 9  | 58 | 33 | +25 |
|                      | 5.   | Viktoria Plzeň     | 58 | 34 | 17 | 7  | 10 | 60 | 45 | +15 |
|                      | 6.   | Slovan Liberec     | 52 | 34 | 14 | 10 | 10 | 44 | 32 | +12 |
|                      | 7.   | Pardubice          | 52 | 34 | 15 | 7  | 12 | 41 | 42 | -1  |
|                      | 8.   | Baník Ostrava      | 49 | 34 | 13 | 10 | 11 | 48 | 38 | +10 |
|                      | 9.   | Sigma Olomouc      | 45 | 34 | 11 | 12 | 11 | 40 | 40 | 0   |
|                      | 10.  | Bohemians 1905     | 43 | 34 | 10 | 13 | 11 | 40 | 37 | +3  |
|                      | 11.  | Mladá Boleslav     | 39 | 34 | 10 | 9  | 15 | 49 | 54 | -5  |
|                      | 12.  | Karviná            | 39 | 34 | 9  | 12 | 13 | 37 | 49 | -12 |
|                      | 13.  | Dyn. Č. Budějovice | 38 | 34 | 9  | 11 | 14 | 33 | 47 | -14 |
|                      | 14.  | Trinity Zlín       | 32 | 34 | 8  | 8  | 18 | 30 | 50 | -20 |
|                      | 15.  | Teplice            | 30 | 34 | 7  | 9  | 18 | 34 | 66 | -32 |
|                      | 16.  | Zbrojovka Brno     | 26 | 34 | 5  | 11 | 18 | 33 | 57 | -24 |
|                      | 17.  | Příbram            | 25 | 34 | 5  | 10 | 19 | 26 | 65 | -39 |
|                      | 18.  | Opava              | 17 | 34 | 3  | 8  | 23 | 23 | 71 | -48 |

Legenda:
      Campione della Repubblica Ceca e ammessa alla UEFA Champions League 2021-2022
      Ammessa alla UEFA Champions League 2021-2022
      Ammessa alla UEFA Europa League 2021-2022
      Ammessa alla UEFA Europa Conference League 2021-2022
      Retrocessa in 2. liga 2021-2022
Note:
Tre punti per la vittoria, uno per il pareggio, zero per la sconfitta.

## Risultati

### Tabellone
|                    | Ban  | Boh  | DCB  | FZl  | Jab  | Kar  | MBo  | Opa  | Par  | Pří  | Sig  | Sla  | Svk  | SLi  | SPr  | Tep  | VPl  | ZBr  |
| ------------------ | ---- | ---- | ---- | ---- | ---- | ---- | ---- | ---- | ---- | ---- | ---- | ---- | ---- | ---- | ---- | ---- | ---- | ---- |
| Baník Ostrava      | –––– | 1-0  | 2-2  | 4-2  | 2-1  | 1-1  | 2-1  | 3-0  | 3-0  | 5-0  | 1-1  | 0-1  | 1-2  | 1-0  | 0-0  | 1-1  | 0-2  | 1-1  |
| Bohemians 1905     | 1-1  | –––– | 1-1  | 2-0  | 0-0  | 2-0  | 4-0  | 0-0  | 1-1  | 2-1  | 0-0  | 0-0  | 1-3  | 3-0  | 1-2  | 2-0  | 1-4  | 2-1  |
| Dyn. Č. Budějovice | 1-0  | 2-1  | –––– | 1-2  | 0-2  | 1-1  | 1-3  | 0-1  | 2-0  | 2-1  | 2-2  | 0-6  | 0-1  | 0-2  | 0-0  | 2-0  | 0-0  | 0-2  |
| Fastav Zlín        | 1-1  | 0-0  | 3-0  | –––– | 0-2  | 1-2  | 2-1  | 1-1  | 0-4  | 0-1  | 0-1  | 2-6  | 1-2  | 0-0  | 0-3  | 2-3  | 1-0  | 3-1  |
| Jablonec           | 2-0  | 2-1  | 2-1  | 3-1  | –––– | 3-0  | 1-1  | 4-1  | 1-0  | 2-1  | 3-1  | 1-1  | 0-3  | 2-1  | 1-0  | 4-1  | 3-2  | 0-1  |
| Karviná            | 0-0  | 2-1  | 3-0  | 0-2  | 2-2  | –––– | 0-0  | 3-1  | 0-2  | 0-1  | 0-1  | 1-3  | 0-2  | 1-1  | 2-5  | 2-0  | 1-1  | 1-1  |
| Mladá Boleslav     | 1-3  | 3-1  | 2-2  | 1-3  | 2-0  | 2-0  | –––– | 2-0  | 4-1  | 0-0  | 1-1  | 0-3  | 2-3  | 0-1  | 4-5  | 0-2  | 2-2  | 1-1  |
| Opava              | 1-2  | 1-1  | 0-0  | 0-0  | 0-1  | 1-2  | 2-2  | –––– | 1-0  | 0-0  | 1-2  | 0-6  | 1-2  | 0-2  | 0-3  | 2-1  | 1-3  | 0-2  |
| Pardubice          | 3-2  | 0-2  | 0-2  | 0-0  | 0-1  | 2-2  | 2-2  | 1-0  | –––– | 1-0  | 1-1  | 1-1  | 3-1  | 3-0  | 2-2  | 2-1  | 3-0  | 2-1  |
| Příbram            | 0-4  | 1-4  | 0-1  | 1-0  | 1-0  | 0-1  | 2-1  | 1-1  | 0-1  | –––– | 0-2  | 3-3  | 1-4  | 0-2  | 1-3  | 1-3  | 0-0  | 1-1  |
| Sigma Olomouc      | 0-2  | 3-0  | 1-1  | 0-1  | 1-3  | 3-0  | 0-3  | 4-1  | 0-1  | 1-1  | –––– | 0-1  | 0-0  | 1-0  | 2-3  | 1-1  | 2-2  | 1-0  |
| Slavia Praga       | 2-1  | 2-1  | 2-1  | 2-1  | 3-0  | 1-1  | 1-0  | 4-0  | 3-0  | 3-0  | 3-1  | –––– | 3-0  | 3-0  | 2-0  | 5-1  | 5-1  | 1-1  |
| Slovácko           | 2-1  | 1-1  | 0-0  | 2-0  | 1-1  | 2-0  | 0-1  | 3-1  | 0-1  | 5-1  | 0-0  | 2-3  | –––– | 1-0  | 1-2  | 2-0  | 4-0  | 4-2  |
| Slovan Liberec     | 0-0  | 1-1  | 0-0  | 1-0  | 1-3  | 1-1  | 3-0  | 2-0  | 4-1  | 3-0  | 1-2  | 0-1  | 1-1  | –––– | 2-2  | 2-1  | 4-1  | 1-1  |
| Sparta Praga       | 3-1  | 0-1  | 2-4  | 3-1  | 2-1  | 4-3  | 1-0  | 4-2  | 2-0  | 4-0  | 3-0  | 0-3  | 1-0  | 1-1  | –––– | 7-2  | 3-1  | 6-1  |
| Teplice            | 2-1  | 1-1  | 2-0  | 0-0  | 0-5  | 2-2  | 1-3  | 3-1  | 0-1  | 2-2  | 1-1  | 1-1  | 0-2  | 1-2  | 0-1  | –––– | 0-1  | 1-0  |
| Viktoria Plzeň     | 4-0  | 3-1  | 2-1  | 2-0  | 1-1  | 0-1  | 2-1  | 3-1  | 2-0  | 3-3  | 1-0  | 0-1  | 2-1  | 0-2  | 3-1  | 7-0  | –––– | 4-1  |
| Zbrojovka Brno     | 0-1  | 0-0  | 1-3  | 0-0  | 1-2  | 0-2  | 2-3  | 4-1  | 1-2  | 1-1  | 2-4  | 0-0  | 2-1  | 0-3  | 1-4  | 0-0  | 0-1  | –––– |

## Statistiche

### Classifica marcatori
| Gol |  |  | Giocatore             | Squadra        |
| --- |  |  | --------------------- | -------------- |
| 15  |  |  | Adam Hložek           | Sparta Praga   |
| 15  |  |  | Jan Kuchta            | Slavia Praga   |
| 14  |  |  | Martin Doležal        | Jablonec       |
| 13  |  |  | Ivan Schranz          | Jablonec       |
| 12  |  |  | Jean-David Beauguel   | Viktoria Plzeň |
| 12  |  |  | Nicolae Stanciu       | Slavia Praga   |
| 12  |  |  | Lukáš Juliš           | Sparta Praga   |
| 11  |  |  | Dyjan                 | Baník Ostrava  |
| 11  |  |  | Abdallah Sima         | Slavia Praga   |
| 10  |  |  | David Moberg Karlsson | Sparta Praga   |
| 10  |  |  | Michal Škoda          | Mladá Boleslav |
| 10  |  |  | Jan Kliment           | Slovácko       |
| 9   |  |  | Jakub Mareš           | Teplice        |
| 9   |  |  | David Huf             | Pardubice      |
| 9   |  |  | Tomáš Poznar          | Fastav Zlín    |
| 9   |  |  | Michael Rabušic       | Slovan Liberec |
| 9   |  |  | Vlastimil Daníček     | Slovácko       |